# Carro de combate principal

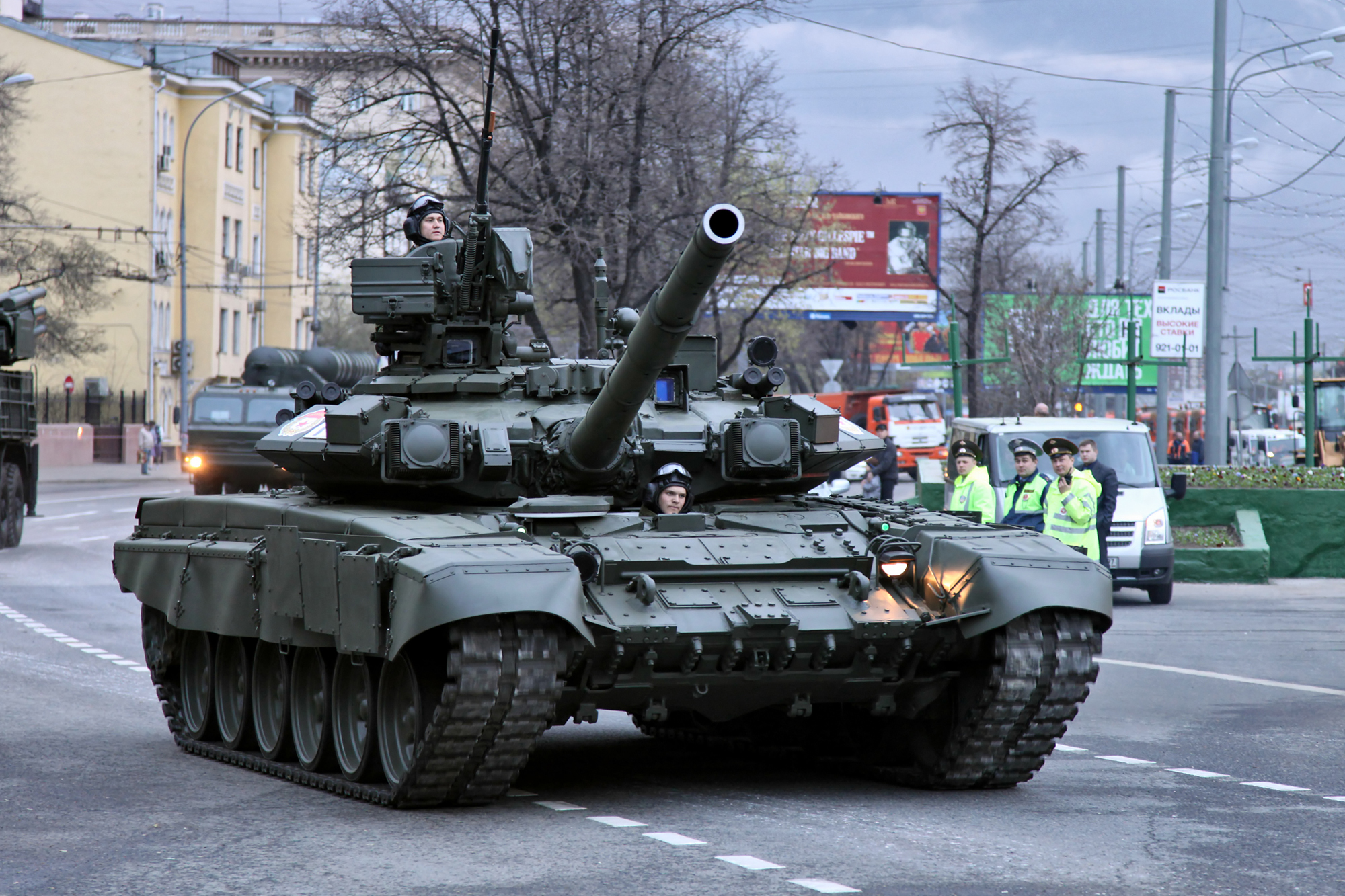
T-90A ruso desfilando.

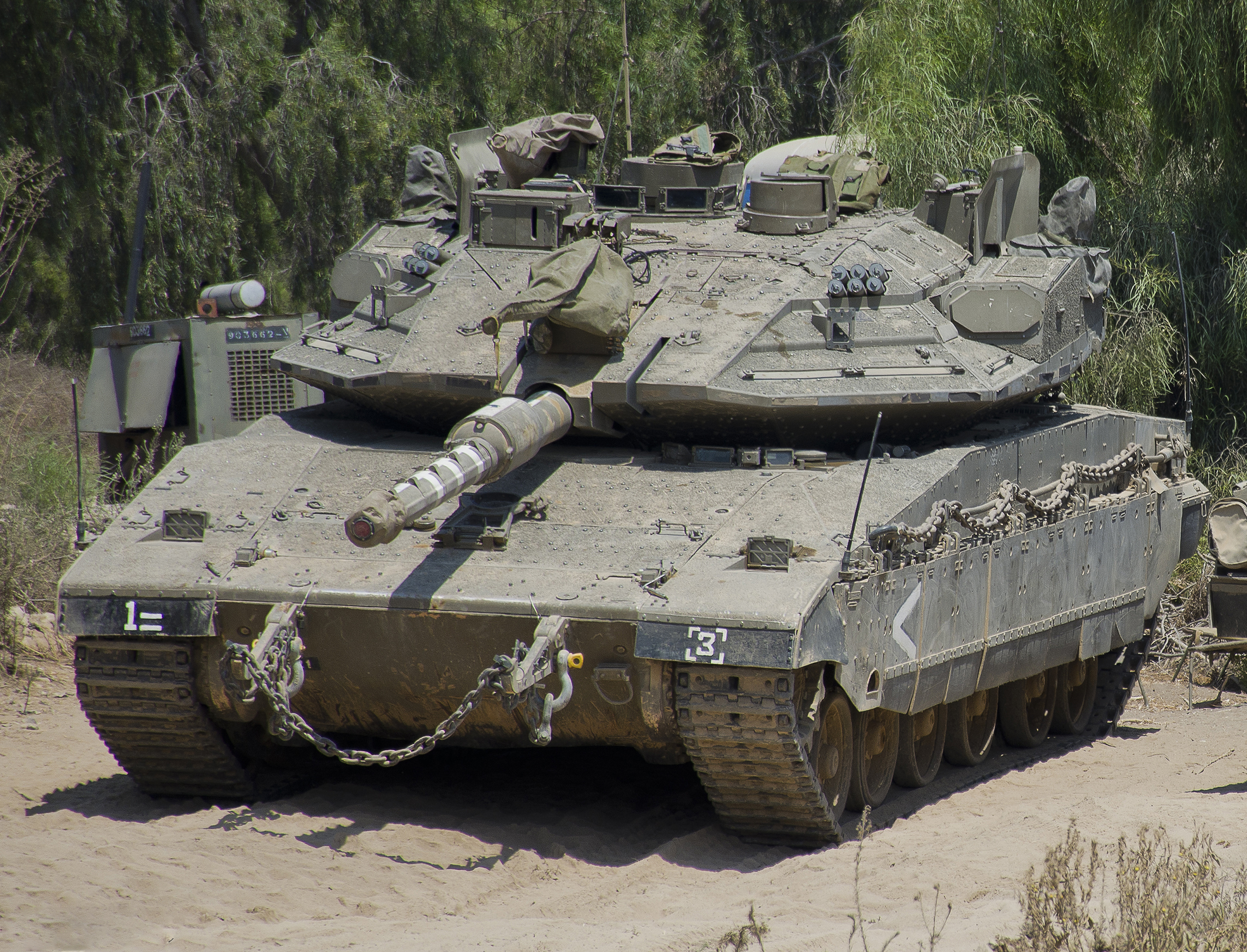
Carro de combate principal de las Fuerzas de Defensa de Israel Merkava Mk 4M con el sistema de protección activa "Trophy" (rompevientos), en 2016.

Un tanque de batalla principal (main battle tank, o MBT, en inglés), también conocido como carro de combate principal o carro de combate universal, es un vehículo acorazado que desempeña el rol de arma ofensiva directa y de maniobra de muchos ejércitos modernos. El desarrollo durante la Guerra Fría de motores más potentes, mejores sistemas de suspensión y blindaje compuesto más ligero permitió que un carro de combate contemporáneo tuviera la potencia de fuego de un tanque superpesado, la protección de uno pesado y la movilidad de un tanque ligero con el peso de un carro de combate medio de finales de la Segunda Guerra Mundial. A lo largo de la década de 1960, el MBT reemplazó a casi todos los demás tipos de tanques, dejando solo algunos para operaciones especialistas que se fabrican con diseños más livianos o con blindaje adaptado para otras necesidades.
Hoy en día, los carros de combate universales se consideran un componente clave de los ejércitos modernos. Los MBT rara vez operan solos, ya que están organizados en unidades de armas combinadas que junto a los blindados implican el apoyo de la infantería, que pueden acompañarlos en vehículos de combate de infantería. También son apoyados por aviones de vigilancia o de ataque a tierra.

## Historia

### Creación de las clases de carros

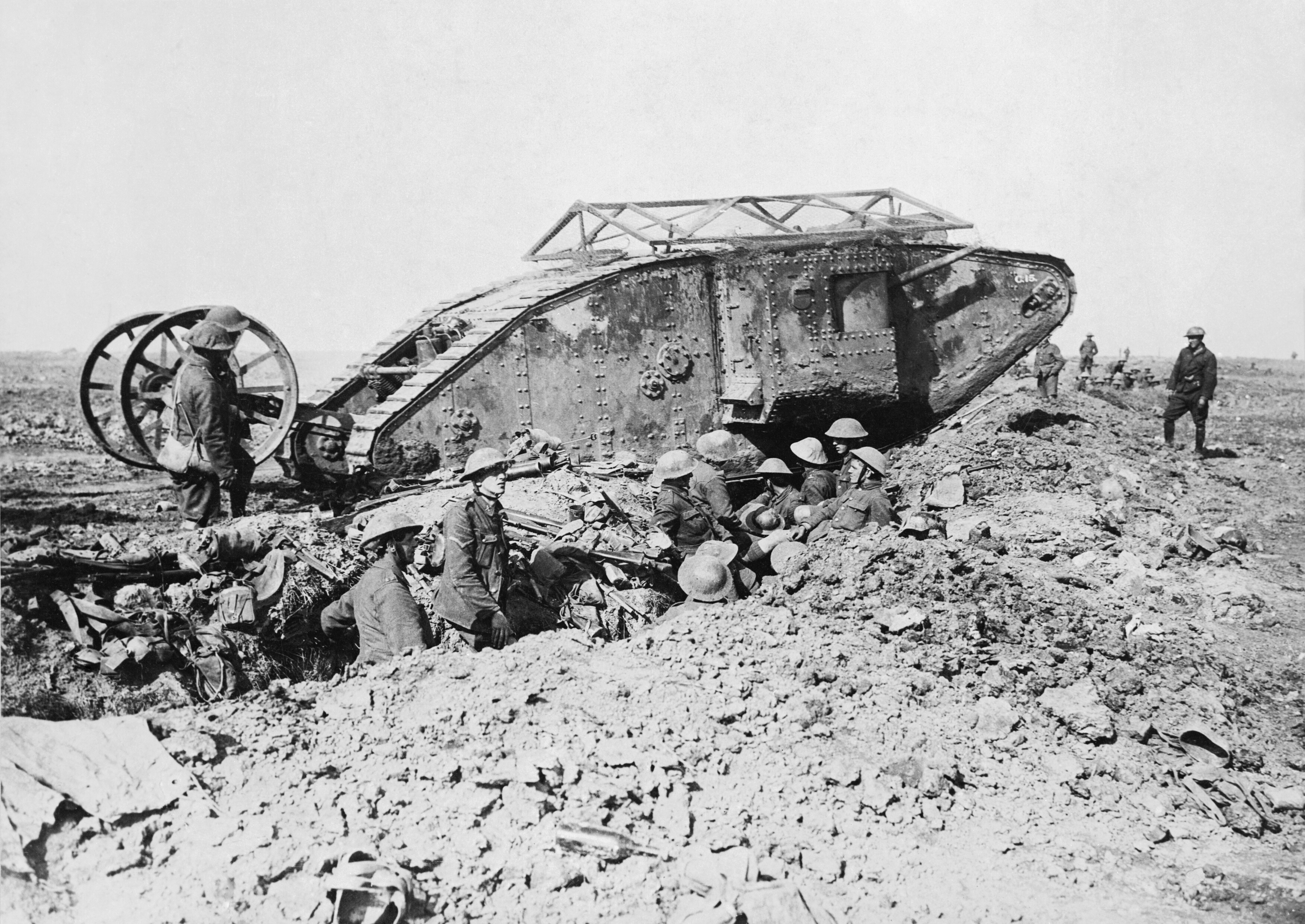
Primer modelo de carro Mark I en la batalla de Somme, 1916

Durante la Primera Guerra Mundial, la combinación de orugas para movilidad, blindaje para la protección y armamento para el poder ofensiva en un vehículo funcional superaba los límites que podía proporcionar la tecnología mecánica de principios del siglo XX. Cualquier diseño de tanque podía cumplir el requerimiento de velocidad, el de blindaje o el de potencia de fuego, pero no los tres al mismo tiempo, limitando con ello el diseño específico de carros de combate.
Para superar el estancamiento de la guerra de trincheras, los primeros diseños de carros de combate se centraron en cruzar amplias zanjas, que requerían vehículos muy largos y grandes, como el tanque británico Mark I. Estos se conocieron como tanques pesados. Por el contrario, los tanques que para desempeñar otros roles en el campo de batalla eran más pequeños, como el Renault FT francés que recibieron el nombre de tanques ligeros o tanquetas. Muchos diseños de carros al final de la guerra o periodo de entreguerras divergieron de esta clasificación de acuerdo a conceptos nuevos, aunque casi nunca se probaron para futuros roles y tácticas de combate. Cada nación tendía a crear su propia lista de clases de tanques con diferentes funciones previstas, tales como "carro de caballería", "carro de infantería", y "carros de asalto". Los británicos mantuvieron tanques de crucero que se enfocaban en la velocidad, como el Crusader, y carros de infantería que cambiaban la velocidad por más blindados, como el Matilda Mk. II.

### Evolución del carro de combate medio

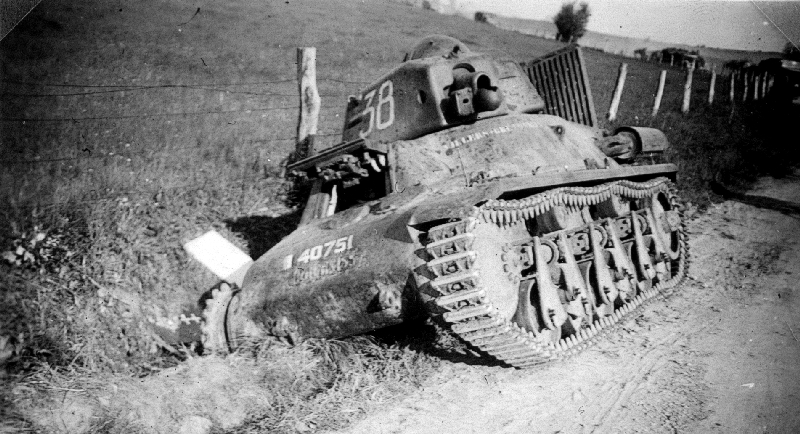
Carro de caballería ligera francés Hotchkiss H35 abandonado, batalla de Francia, 1940

Tras varios años de desarrollo de los diferentes conceptos de carros de combate de entreguerras, estos se probaron finalmente con el inicio de la Segunda Guerra Mundial. En el caos de la guerra relámpago, los tanques diseñados para un solo papel a menudo se vieron forzados a situaciones en el campo de batalla para las que no estaban preparados. Durante la guerra, los diseños de tanques con funciones limitadas tendieron a ser reemplazados por diseños más generales, equipados con una tecnología actualizada adaptada para los carros. Las clases de carros de este periodo se basaron principalmente en el peso (y las necesidades logísticas y de transporte correspondientes). Esto condujo a nuevas definiciones de clases de tanques pesados y ligeros, con tanques medianos que cubren la diferencia entre ellos equipados al inicio de la guerra con cañones de 37 a 50 mm. Estos modelos evolucionan a lo largo de la guerra y así, por ejemplo, el Panzer IV del ejército alemán, diseñado antes de la guerra como un tanque de apoyo a infantería, fue rediseñado durante la guerra con mejoras de blindaje y armamento para permitirle asumir funciones antitanque.
En la segunda mitad de la Segunda Guerra Mundial hubo una mayor dependencia de los tanques medios de uso general, que se convirtieron mayoritarios en la mayor parte de las fuerzas de combate acorazadas. Los carros pesados, armados con las armas de mayor calibre y el blindaje más pesado, se volvieron diseños menos prácticos ya que resultaban costosos de mantener y demasiado pesados para el cruce de puentes. Del mismo modo, los carros ligeros tenían un valor cada vez más limitado para la mayoría de roles porque la velocidad no era un sustituto del blindaje y la potencia de fuego. Incluso los vehículos de reconocimiento al final de la guerra habían mostrado una tendencia hacia un mayor peso por el incremento de espesor en el blindaje y una mayor potencia de fuego. En general, los diseños de carros medios aumentaron de peso hasta alcanzar las 30 toneladas, fueron armados con cañones de alrededor de 75 mm y propulsados por motores en el rango de 400 a 500 hp que les proporcionaban buenas capacidades de movilidad campo a través. Ejemplos notables de estos modelos tardíos de carros medios incluyen el T-34 soviético y el estadounidense M4 Sherman. En los últimos estadios de la guerra cada país puso en marcha varios diseños que confluyeron en una concepción del carro de combate multiproposito como antecedente del carro de combate principal:
- El Panzer V Panther alemán fue un carro diseñado para contrarrestar al soviético T-34 y sustituir al Panzer IV como carro medio en las fuerzas acorazadas alemanas. Para poder hacer frente al T-34 el Panther se proyectó con un cañón principal con mayor capacidad de penetración y un blindaje aumentado en comparación con modelos anteriores como el Panzer III y el Panzer IV.[9] A diferencia de los diseños anteriores, su blindaje frontal era inclinado para aumentar su eficacia. También estaba equipado con el cañón largo de alta velocidad 75 mm KwK 42 L/70, capaz de poner fuera de combate a vehículos en el rango de distancias habitual en los enfrentamientos carro contra carro. Como planta motriz contaba con el potente y robusto motor Maybach HL230 P30 que significó que, aunque el Panther alcanzase un peso de 50 toneladas, fuese bastante más maniobrable y con mejor velocidad campo a través que el Panzer IV. Aun así, su desarrollo apresurado condujo a problemas de fiabilidad y complicaciones en su mantenimiento. Estos problemas unidos a las dificultades para producir el Panther en masa, debido al estado en el que se encontraba la industria pesada alemana, obligaron a continuar dependiendo del Panzer IV como tipo principal en las divisiones acorazadas hasta el final de la guerra.[8][12]
- En la Unión Soviética el T-34 había demostrado ser carro extraordinario en 1941. Sin embargo, presentaba una serie de deficiencias como la configuración de la torre de dos tripulantes, poca potencia del cañón principal y blindaje lateral demasiado delgado.[13] Por necesidades de mantener la producción de carros para las fuerzas acorazadas soviéticas, se llevaron a cabo modificaciones al modelo original que no afectasen dramáticamente la producción. La principal modificación fue incluir la torre de tres tripulantes que aliviaba al jefe de carro de la labor de carga de munición en el cañón y así que se pudiese centrar en el gobierno de carro y coordinación con otros por radio. El calibre del cañón fue aumentado a 85 mm que ponía a la par, pero no superaba, la capacidad de penetración de los modelos alemanes.[11][13] Mientras tanto, con la experiencia adquirida en el campo de batalla, los ingenieros soviéticos diseñaron proyectos para sustituir los modelos medios y pesados en activo que lograsen una ventaja cualitativa frente a los carros alemanes. Así, el T-44 incorporó muchas de las lecciones aprendidas del uso extenso del modelo medio T-34 y modelos pesados KV-1 y KV-2, como una suspensión de torsión moderna lo suficientemente resistente para ser capaz de montar un cañón de 100 mm, en lugar de la suspensión Christie del T-34. También se introdujo un motor montado de manera transversal que simplificaba su caja de cambios.[14] Similares cambios fueron aplicados en el carro pesado JS-1 y JS-2 que evolucionaron en el carro T-10, siendo este también un predecesor directo del concepto MBT soviético en el carro T-54 durante la Guerra Fría.[15][16][2]
- El ejército estadounidense confió en Sherman hasta prácticamente el final de la guerra, a pesar de que su diseño estaba sobrepasado frente a sus contemporáneos alemanes. A finales de la guerra, el M26 Pershing fue incorporado para reemplazar al Sherman, incluyendo diversas innovaciones como una transmisión automática montada en la parte trasera del vehículo, suspensión de barras de la torsión y una planta motriz nueva.[17][18] Aun así, la potencia del motor era relativamente inferior en caballos de fuerza/por tonelada en comparación de sus equivalente extranjeros.[19] A pesar de que el M26 llegó tarde para tener un papel significativo en la guerra, su diseño influyó profundamente en el desarrollo de tanques medios y MBTs estadounidense de la posguerra y Guerra Fría como las series del M46, M47, M48, y M60.[20]

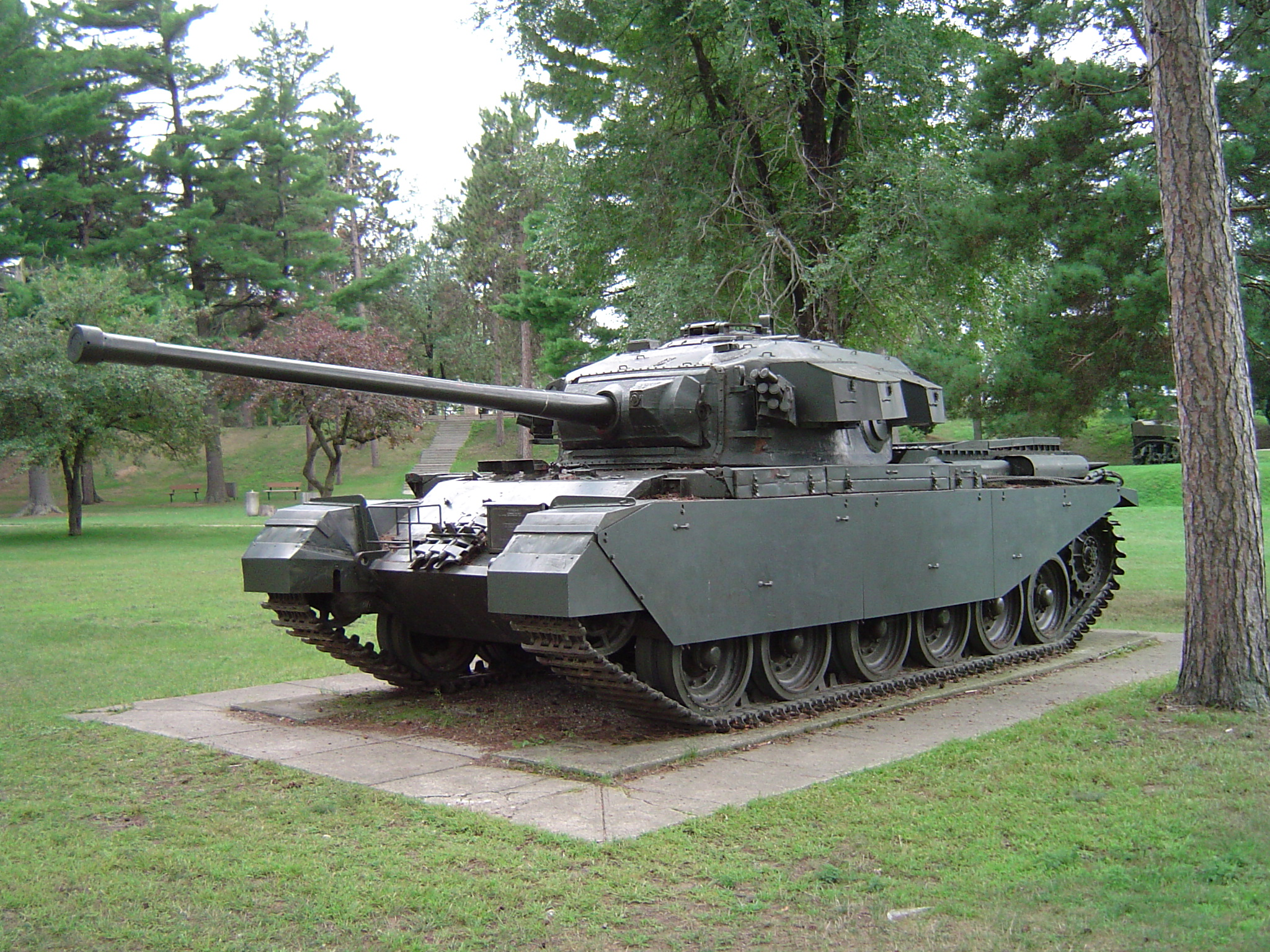
Centurion Mk 3

- En el Reino Unido, el desarrollo de los carros de combate había continuado con el desarrollo en paralelo de carros de crucero y carros de infantería. Los carros crucero británicos al inicio de la guerra, como en carro Crusader, estaban relativamente bien armados y eran maniobrables pero carecían de blindaje equivalente a su contrapartida alemana Panzer III.[21] Por otra parte, los carros de infantería eran concebidos para servir de apoyo a la infantería de manera que eran lentos y débilmente armados. El carro Churchill que sustituyó al Matilda I representó una mejora en velocidad y armamento pero continuo siendo un modelo incapaz de desempeñar las funciones de los carros de crucero.[22] A mediados de la guerra la puesta en marcha del motor Rolls-Royce Meteor para el tanque Cromwell, en combinación con ahorros de eficiencia en otras partes del diseño, casi duplicó la potencia motriz disponible para los carros de crucero. Con ello, podían aumentar el peso por mejoras en el blindaje sin necesidad de sacrificar velocidad campo a través.[23] Estas mejoras tuvieron como consecuencia la idea de diseñar un carro multiproposito capaz de asumir los roles de un crucero y de infantería mediante la combinación de armamento, blindaje y maniobrabilidad. Con intención de combinar estos tres factores se diseñó desde la mesa de dibujo el carro Centurion, que fue puesto en servicio justo al término de la Segunda Guerra Mundial. En operaciones de postguerra y conflictos coloniales en los que se vio envuelto el Reino Unido, el Centurión demostró aptitudes para desempeñar diferentes roles en el campo de batalla y constituyó el carro de combate principal del ejército británico durante años.[3] Otros ejércitos, como el israelí, en conflicto con los países árabes de su entorno, adquirió una gran cantidad de carros Centurión que sirvieron satisfactoriamente hasta la puesta en marcha del carro de diseño propio Merkava.[24]

## Guerra Fría

#### Primera generación

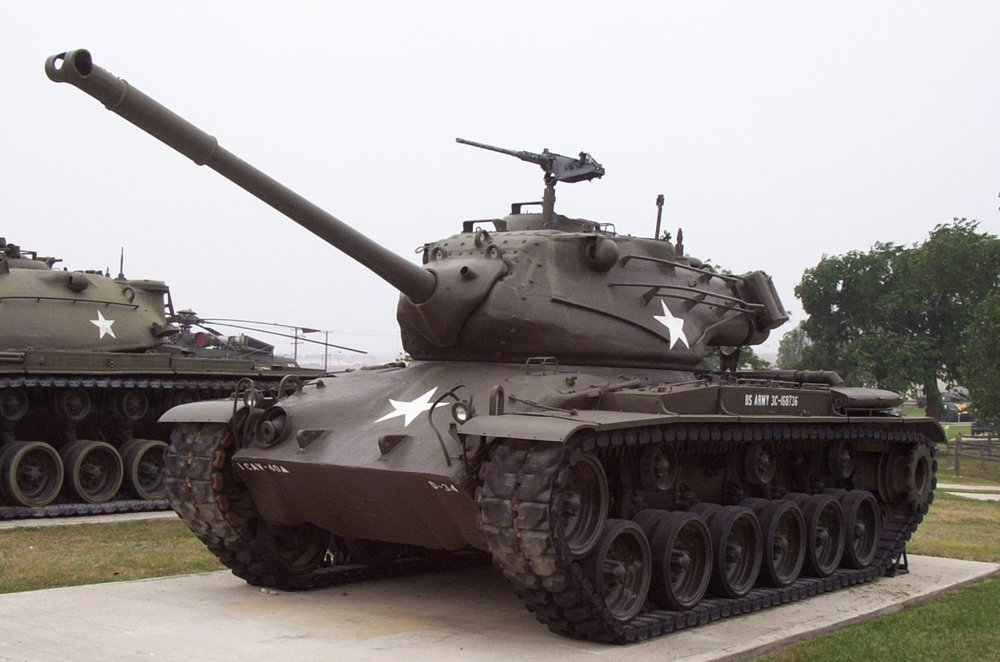
M47 Patton estadounidense

Los primeros MBT de finales de la Segunda Guerra Mundial e inicios de la Guerra Fría resultan innovadores para su rol multiproposito pero aún presentaron alguna de las características de los modelos medios de la guerra. Estos carros presentan el blindaje homogéneo de acero laminado heredado de la Segunda Guerra Mundial, si bien son en general de mayor grosor.
Hasta el inicio de la Guerra Fría la única manera para ganar poder de penetración del arma principal era con un aumento de tamaño del arma. De esta manera, la carrera de armamento de los primeros modelos consistía en incorporar cañones de mayor calibre como el cañón de 90 mm en el estadounidense M48, 100 mm en el soviético T-55 o 105 mm en el británico Centurión. A finales de los años 1940 se desarrolló la munición subcalibrada de casquillo desechable o APDS (Armour Piercing Discarding Sabot en inglés) que suponía un mayor aprovechamiento de la energía cinética para mejorar la penetración en el blindaje del carro enemigo.
El soviético T-54/55 es el primer carro de combate de producción en masa tras la Segunda Guerra Mundial y fue le principal modelo en países del Pacto de Varsovia y la base del desarrollo del Tipo 59 producido en China. A su vez, su cureña, desprovista la torre será la base de otros vehículos como equipos de recuperación o armas antiaéreas autopropulsadas. Los estadounidenses desarrollaron el diseño M-26 para poner en servicio los carros Patton M-47 y M-48. Los británicos, por su parte, están representados por el Centurión que se puso en servicio al final de guerra.

#### Segunda generación

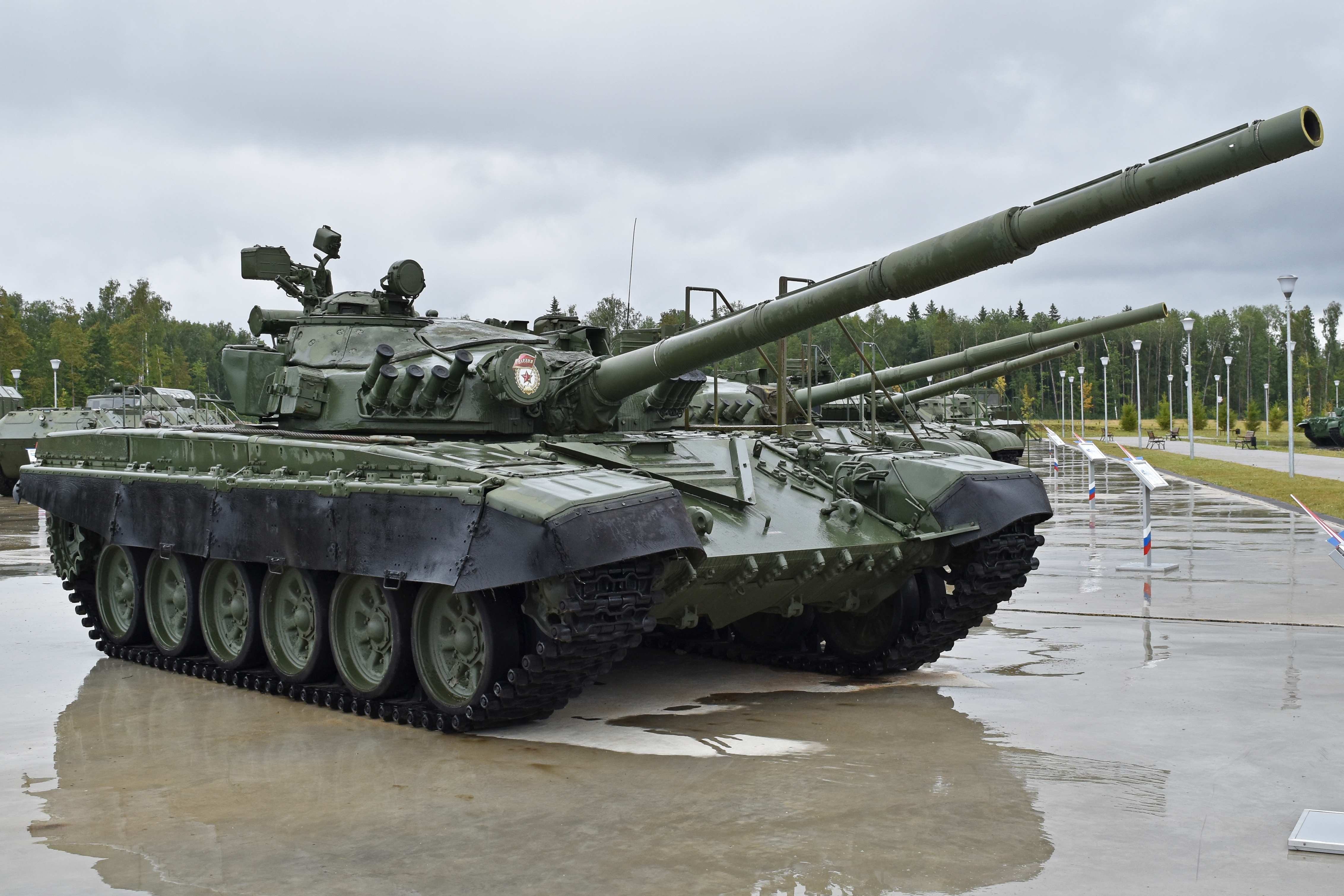
T-72 soviético

En los años 1960 la transformación en las doctrina de guerra con la introducción de las armas nucleares tácticas supusieron una modificación en las necesidades de los MBT orientados en la supervivencia de la tripulación tras una explosión nuclear, en un entorno contaminado por radiación o fruto del uso de armas químicas y bacteriológicas. Por otra parte, en los conflictos armados de este periodo se utiliza una munición antitanque mejorada capaz de penetrar un metro de acero. De esta manera, se observa que en un enfrentamiento el MBT capaz de disparar primero solía ser el vencedor. Ello impuso una mejora en el blindaje de los carros de nueva generación como el blindaje compuesto del tanque soviético T-64, que estaba compuesto por un sándwich de acero textolite reforzado con vidrio de acero en un ángulo de gran pendiente en el glacis y una torreta de acero con inserciones de aluminio. Además, el uso generalizado de helicópteros en el campo de batalla condujo a que los diseños distribuyeran el blindaje en todos los lados del tanque.
Las mejoras de blindaje adicional provocaron el diseño de municiones y armas con mayor poder de penetración como versiones mejoradas del proyectil APDS con la adicción de estabilizadores para dar lugar a la munición APFSDS. Otro desarrollo fue la puesta en servicio de la munición antitanque de alto poder explosivo o HEAT (High Explosive Anti-Tank en inglés) presente en las armas basadas en misiles que actúan bien frente a blindajes homogéneos pero no frente a los blíndajes compuestos.
Los modelos soviéticos de este generación, producidos en grandes cantidades para exportación, fueron fundamentalmente los carros T-62 y T-64, si bien el tardío T-72 entra también esta categoría. Los estadounidenses contrarrestaron los modelos soviéticos con la evolución del M-48 Patton para dar lugar al M-60. Por su parte, la respuesta alemana a estas innovaciones fueron el desarrollo del carro de combate Leopard 1, el AMX-30 por la parte francesa, y el Chieftain por la británica que empezó a entrar en servicio en 1966.

#### Tercera generación

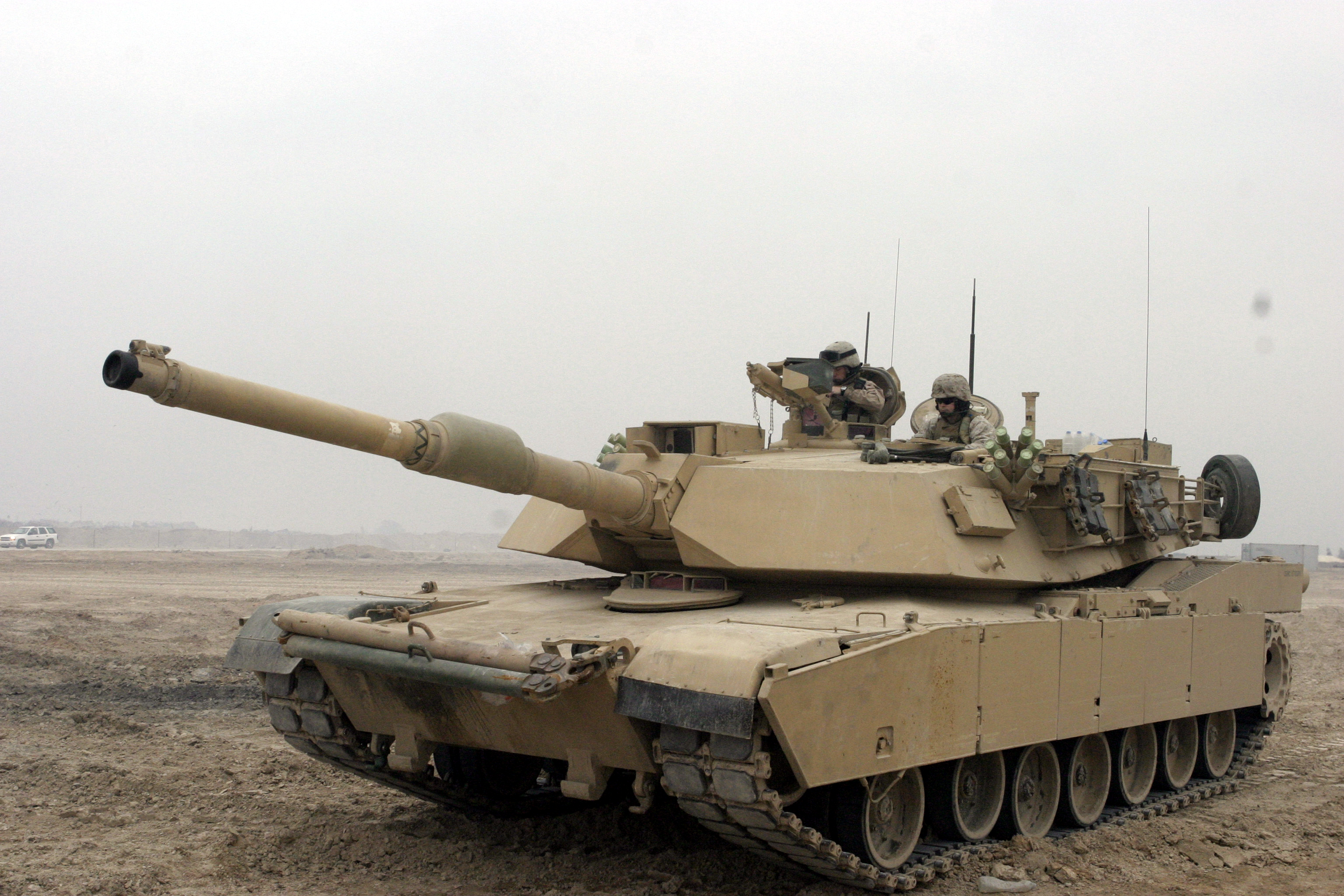
M1 Abrams estadounidense

A fines de la década de 1970, nuevos modelos de MBT fueron fabricados por China, Francia, Alemania Occidental, Reino Unido, India, Italia, Japón, la Unión Soviética, Suecia, Suiza y los Estados Unidos. Para entonces la doctrina de guerra del Pacto de Varsovia y de la OTAN dependían en gran medida del carro de combate principal. Tal dependencia hacía que cualquier innovación armamentística pudiese afectar a los MBT en servicio de manera que quedasen obsoletos y modificasen la capacidad de combate de ambos bandos. En ese sentido se llevaron a cabo avances innovadores en los sistemas de armas, como por ejemplo los cargadores automáticos en los carros soviéticos. Esta innovación en los carros soviéticos se introdujo para reemplazar el cargador humano, permitiendo reducir aún más el tamaño de la torre y lograr que el carro fuese un objetivo más pequeño y, por lo tanto, menos visible. Por parte de la OTAN la doctrina se centró más en reforzar el entrenamiento de las tripulaciones y en la mejora de los sistemas de adquisición de objetivos instalados en la torreta. De esta manera, los equipos de visión para el combate nocturno en estos carros evolucionaron de los potenciados de imagen pasiva de la anterior generación a la visión infrarrojo. Los carros de la OTAN superaban a sus oponentes soviéticos en asistencia de búsqueda de blanco y pese a sus intentos los carros del Pacto de Varsovia no lograron ponerse a la par tecnológicamente hacia el final de la Guerra Fría.
En el blindaje se introdujeron dos innovaciones tecnológicas. Por una parte, el blindaje británico Chobham fue el aporte más significativo en los modelos de la OTAN. Este es un blindaje compuesto que utiliza capas de cerámica y otros materiales para ayudar a atenuar los efectos de las municiones antitanque HEAT. Por sus características proporcionaba un incremento de protección sin necesidad de incrementar el peso pero para su aplicación la forma de los carros debían evitar las superficies curvas. Es por eso que los carros de está generación producidos en occidente son de superficie plana y bordes angulosos. En un programa de colaboración entre el Reino Unido y Alemania Occidental para construir un carro de combate incorporando el blindaje Chobham terminaron derivando en los carros Challenger I y II británico y en el carro Leopard 2 alemán cuando ambos países finalizaron de mutuo acuerdo el programa de colaboración. Por la parte soviética la innovación se orientó en el desarrollo del blindaje reactivo explosivo que consisten en unas placas que se pueden añadir encima del blindaje y que se activa con el impacto de un proyectil a modo de pequeña explosión para intentar separar el proyectil del blindaje principal para evitar la penetración. Este diseño es especialmente efectivo frente a munición HEAT no estando clara su protección frente a munición APFSDS. En todo caso, copias de este blindaje reactivo fue imitado por las fuerzas acorazadas israelíes tras la captura de algunos vehículos árabes en la guerra de los Seis Días.
Otra novedad aplicada en algunos carros fue el cambio de la planta motriz. En los carros británicos Challenger II, alemanes Leopard 2 y estadounidenses M1 Abrams instalan motores de turbina frente a los motores diésel que seguirán equipando la mayoría de los MBT como el soviético T-80 o el israelí Merkava. Estos motores presentan una serie de ventajas en consumo de combustible, ruido y emisión de calor pero se enfrentan a dificultades de mantenimiento.
Con el incremento de los costes de producción de los MBT de está generación y la experiencia de los Estados Unidos en la guerra de Vietnam contribuyeron a la idea de que el papel del carro de combate principal podría ser realizado por helicópteros de ataque. Durante este periodo el desarrollo de helicópteros y misiles compitieron con el MBT por presupuesto de investigación, desarrollo e innovación.

#### Cuarta generación

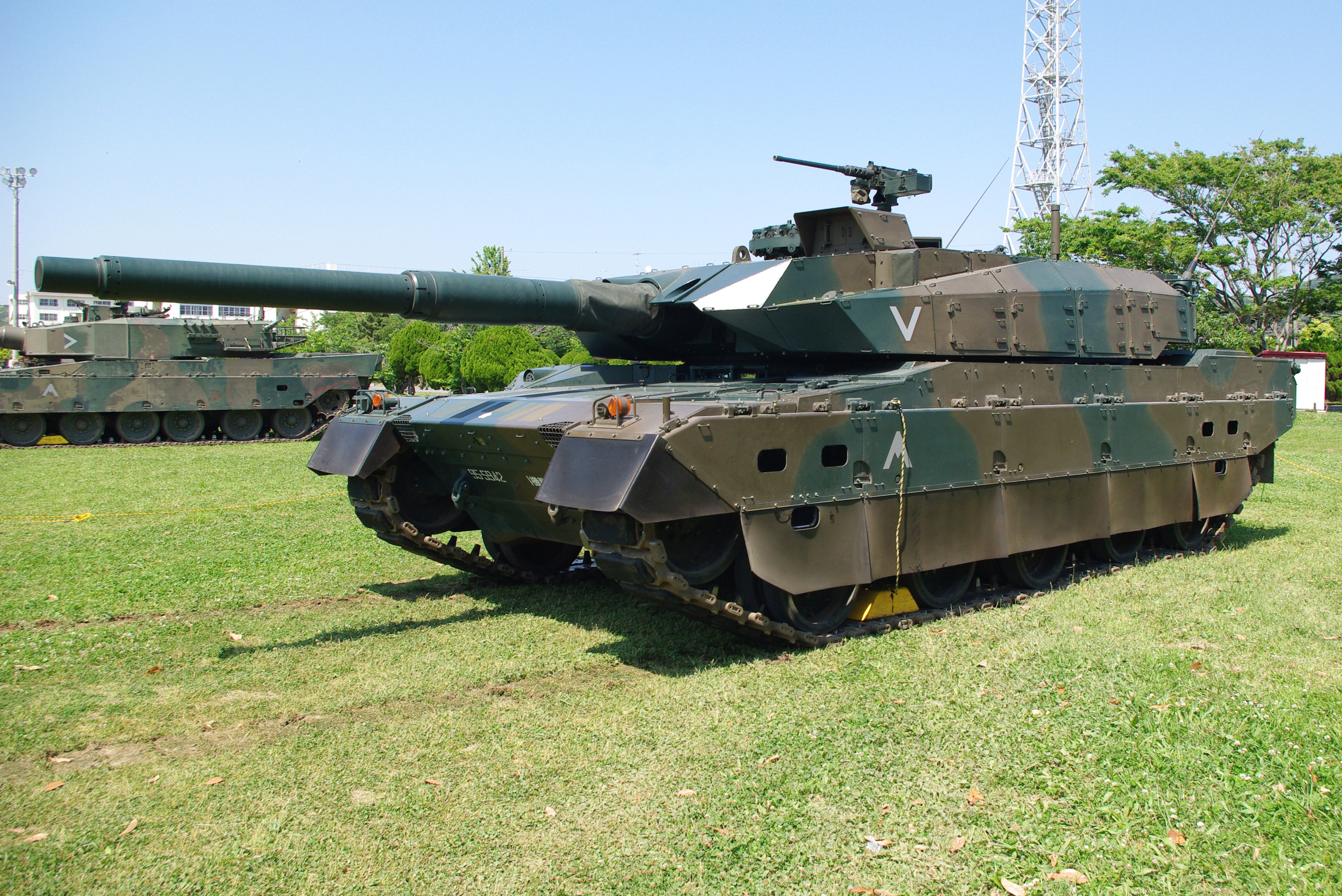
Tipo 10 japonés

Aunque la guerra del Golfo de 1990 reafirmó el papel de los MBT, estos también fueron superados por la rapidez de reacción de la fuerza aérea aliada y el papel jugado por el helicóptero de ataque. Algunos estrategas consideraron que el MBT era un concepto completamente obsoleto a la luz de la eficacia y la velocidad con que las fuerzas de la coalición neutralizaron la caballería blindada iraquí. Fruto de la experiencia de los conflictos desde el fin de la Guerra Fría se incorporan en los diseños del siglo XXI de nuevos carros de combate que incorporan la última tecnología aplicada en los carros de combate para aplicarlo en el campo de batalla actual.

## Lista de tanques
- / MBT-70 (cancelado)
- Leopard 1
- Leopard 2
- Panther KF51 (en proceso)
- / MGCS (en proceso)
- / Tipo 59 Durjoy
- Bernardini MB-3 Tamoyo (cancelado)
- EE-T1 Osório (cancelado)
- EE-T2 Osório (cancelado)
- Bernardini MB-3 Tamoyo III (cancelado)
- / Leopard 2A4M CAN
- Tipo 59
- WZ-122 (cancelado)
- Tipo 69/79
- Tipo 80/85/88
- Tipo 96
- Tipo 99
- MBT-3000
- Ch'onma-ho
- P'ookpong Ho
- M2020 (desconocido)
- K1
- K2 Black Panther
- M-84D
- M-95 Degman
- Ramsés-II
- AMX-30E
- / Leopardo 2E
- M48 Patton
- M60 Patton
- M60 2000 (cancelado)
- M1 Abrams
- Abrams X (en proceso)
- AMX-30
- AMX-40 (cancelado)
- AMX-56 Leclerc
- / Vijayanta
- T-72M1 "Ajeya"
- Tanque EX (cancelado)
- Arjun
- T-90 Bhishma
- T-55 Enigma
- ////T72M1
- mihr shir I/II
- Mobarez
- Zulfiqar I/II/III
- Samsam
- Tipo 72Z
- Sabalan
- Tiam
- Karrar (desconocido)
- Sho't
- Magach 1/2/3/4/5/6/7
- / M60-T Sabra
- / Tiran 5/67
- / Tiran 62/Tiran 6
- Merkava Mark I/II/III/IIII
- OF-40
- C1 Ariete
- Tipo 61
- Tipo 74
- Tipo 90 Kyū-maru
- Tipo 10
- Al-Hussein
- Khalid
- M60 Phoenix
- / Tipo 85AP/85UG
- / Al-Zarrar
- / MBT-2000/Al-Khalid
- PT-91 Twardy
- / PT-91 Pendekar
- Leopard 2PL
- / Tifon 2A (en proceso)
- 72M3 / M4 CZ
- Centurión
- Vickers MBT
- Chieftain
- MBT-80 (cancelado)
- Challenger 1
- Challenger 2
- Challenger 3
- TR-85
- TR-580
- TR-125
- Object 640 (cancelado)
- T-90
- T-95 (cancelado)
- T-14 Armata
- M-84AS
- / Leopard 2SG
- Olifant
- TTD (cancelado)
- Stridsvagn 104
- Stridsvagn 2000 (cancelado)
- / Stridsvagn 122
- Panzer 61
- Panzer 68
- Panzer 87
- CM-11
- CM-12
- Leopard 2TR
- Leopard 2 Altay
- MİTÜP Altay (en proceso)
- T-72MP
- T-72AM Banan
- T-72SUO
- T-84
- T-84U Oplot
- / T-80UD
- BM Oplot (en proceso)
- T-84-120 Yatahan (en proceso)
- T-54/T-55
- T-62
- / T-64
- T-72
- T-80
- M-84
- M-91 Vihor (cancelado)

## El Carro de Combate Universal en la guerra asimétrica

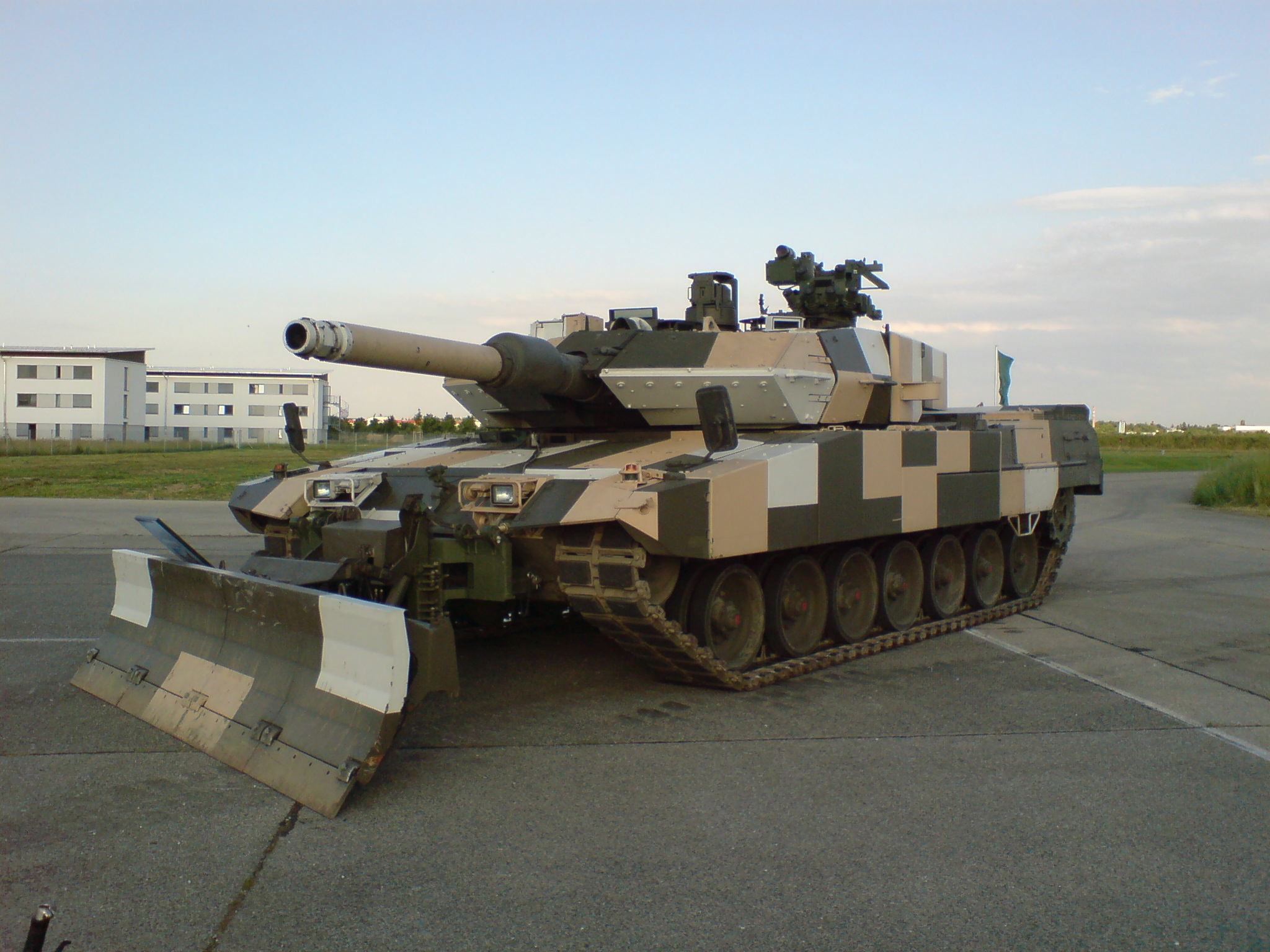
Un Leopard 2 alemán en la versión PSO, preparado para la guerra asimétrica.

En la guerra asimétrica, las amenazas como los artefactos explosivos improvisados y las minas han demostrado su eficacia contra los MBT. En respuesta a está amenaza, las naciones que se enfrentan a una guerra asimétrica, como Israel, están reduciendo el tamaño de su flota de carros de combate y adquiriendo modelos más avanzados.
El ejército de los Estados Unidos utilizó 1100 M1 Abrams en el curso de la guerra de Irak. Estos carros demostraron tener una vulnerabilidad inesperadamente alta frente a los artefactos explosivos improvisados por la insurgencia iraquí. Así, un tipo relativamente nuevo de mina detonada remotamente se usó con cierto éxito contra vehículos blindados estadounidenses. Sin embargo, con las innovaciones y mejoras en su blindaje trasero, el M1 demostró ser un arma valiosa en el combate urbano y para la segunda batalla de Faluya, los marines de los Estados Unidos incorporaron dos compañías adicionales de M1. Por su parte, Reino Unido desplegó sus carros de combate Challenger 2 para apoyar sus operaciones en el sur de Irak.
El blindaje avanzado no ha mejorado la capacidad de supervivencia del vehículo, pero ha reducido las muertes de tripulantes. Las pequeñas torres no tripuladas en algunos modelos de blindados, localizado en la parte superior de las cúpulas y llamados estaciones de armas remotas armadas con ametralladoras o morteros proporcionan una mejor defensa y aumentan la capacidad de supervivencia de la tripulación. Los tanques experimentales con torretas no tripuladas ubican a los miembros de la tripulación en un casco fuertemente blindado, mejorando la capacidad de supervivencia y reduciendo el perfil del vehículo. Un documento militar británico de 2001 indicó que el ejército británico no conseguiría un reemplazo para el Challenger 2 debido a la falta de amenazas de guerra convencionales en el futuro previsible. Se ha afirmado la obsolescencia del tanque, pero la historia de finales del siglo XX y principios del siglo XXI sugirió que los MBT seguían siendo necesarios.
Los carros de combate principales siguen siendo una herramienta útil para la seguridad interna. Los estados como Japón, Bangladés e Indonesia que carecen de ambiciones expedicionarias, o incluso amenazas terrestres creíbles desde el exterior, están reforzando sus fuerzas de tierra con MBT con el expreso propósito de mantener la seguridad interna.

## Diseño
Un carro de combate principal ha sido descrito oficialmente por la Organización para la Seguridad y la Cooperación en Europa como "un vehículo de combate blindado autopropulsado, capaz de una gran potencia de fuego, principalmente de un arma principal de alta velocidad de fuego directo necesaria para enganchar blindados y otros objetivos, con alta movilidad campo a través, con un alto nivel de autoprotección, y que no está diseñado y equipado principalmente para transportar tropas de combate".

### Visión general
| \| 1. Periscopio 2. Mantelete del cañón 3. Arma coaxial 4. Extractor de humo 5. Cañón del carro 6. Ópticas del conductor 7. Escotilla del conductor 8. Glacis 9. Oruga del carro 10. Municiones de la ametralladora 11. Ametralladora del comandante \| 12. Escotilla o cúpula 13. Torreta 14. Anillo de la torreta 15. Casco 16. Toma de aire del motor 17. Compartimiento del motor 18. Falda lateral (solo las faldas delanteras están blindadas en el Abrams). 19. Piñón de transmisión 20. Enlace 21. Rueda \| \| \| | |  |  |
| 1. Periscopio 2. Mantelete del cañón 3. Arma coaxial 4. Extractor de humo 5. Cañón del carro 6. Ópticas del conductor 7. Escotilla del conductor 8. Glacis 9. Oruga del carro 10. Municiones de la ametralladora 11. Ametralladora del comandante | 12. Escotilla o cúpula 13. Torreta 14. Anillo de la torreta 15. Casco 16. Toma de aire del motor 17. Compartimiento del motor 18. Falda lateral (solo las faldas delanteras están blindadas en el Abrams). 19. Piñón de transmisión 20. Enlace 21. Rueda |  |  |

### Protección

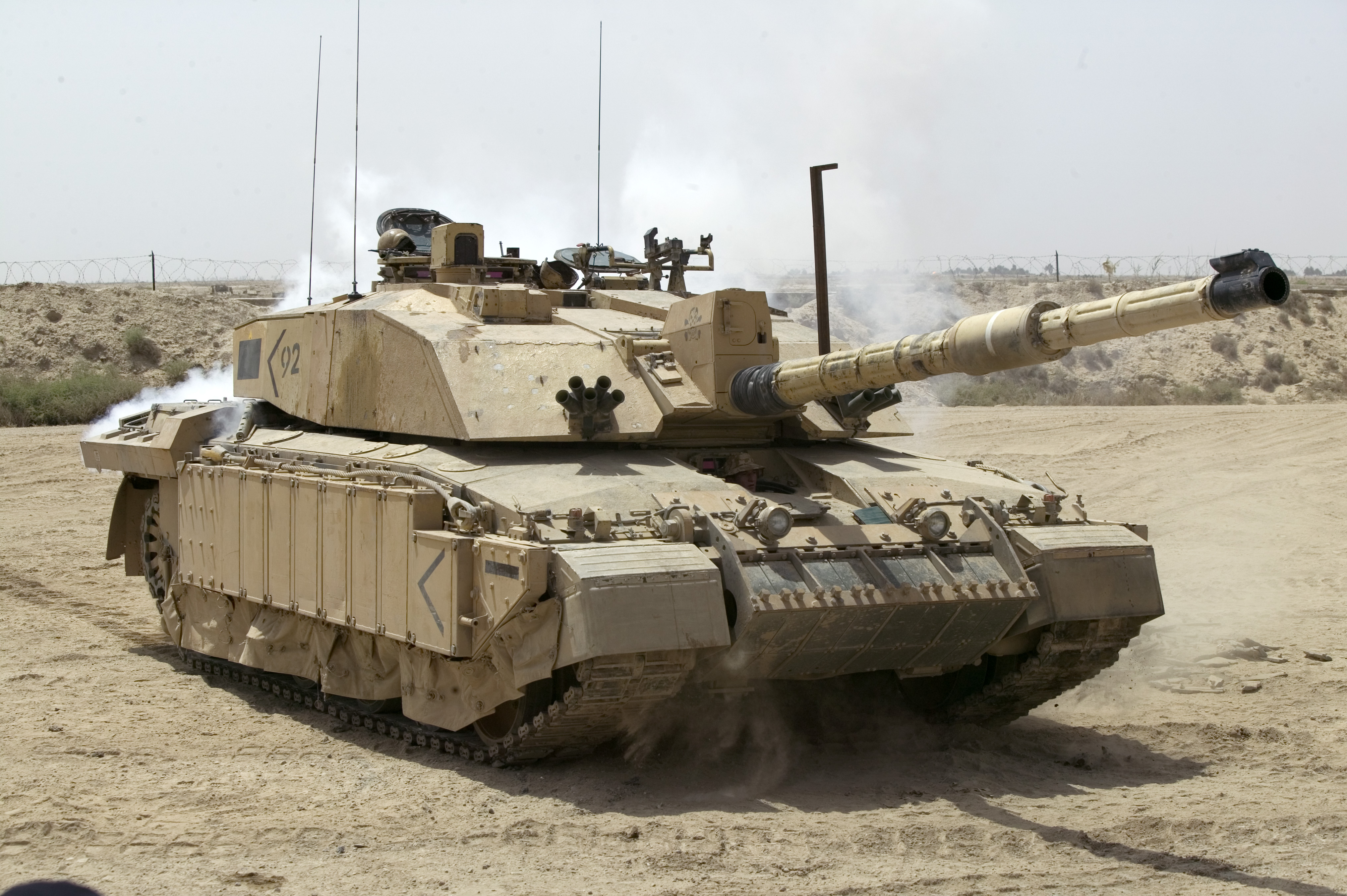
El Challenger 2 está equipado con el blindaje Dorchester, un blindaje compuesto avanzado.

Originalmente, la mayoría de los MBT se basaban en blindaje de acero para defenderse de diversas amenazas, que se concentraba en la parte delantera del carro. Sin embargo, a medida que surgieron nuevas amenazas, los sistemas de defensa utilizados por los MBT tuvieron que evolucionar para contrarrestarlos. Uno de los primeros desarrollos nuevos fue el uso de blindaje reactivo explosivo (ERA), desarrollado por Israel a principios de la década de 1980 para defenderse contra las ojivas cargadas de misiles guiados antitanque modernos y otros proyectiles antitanque de alto explosivo (HEAT). Esta tecnología fue posteriormente adoptada y ampliada por los Estados Unidos y la Unión Soviética.

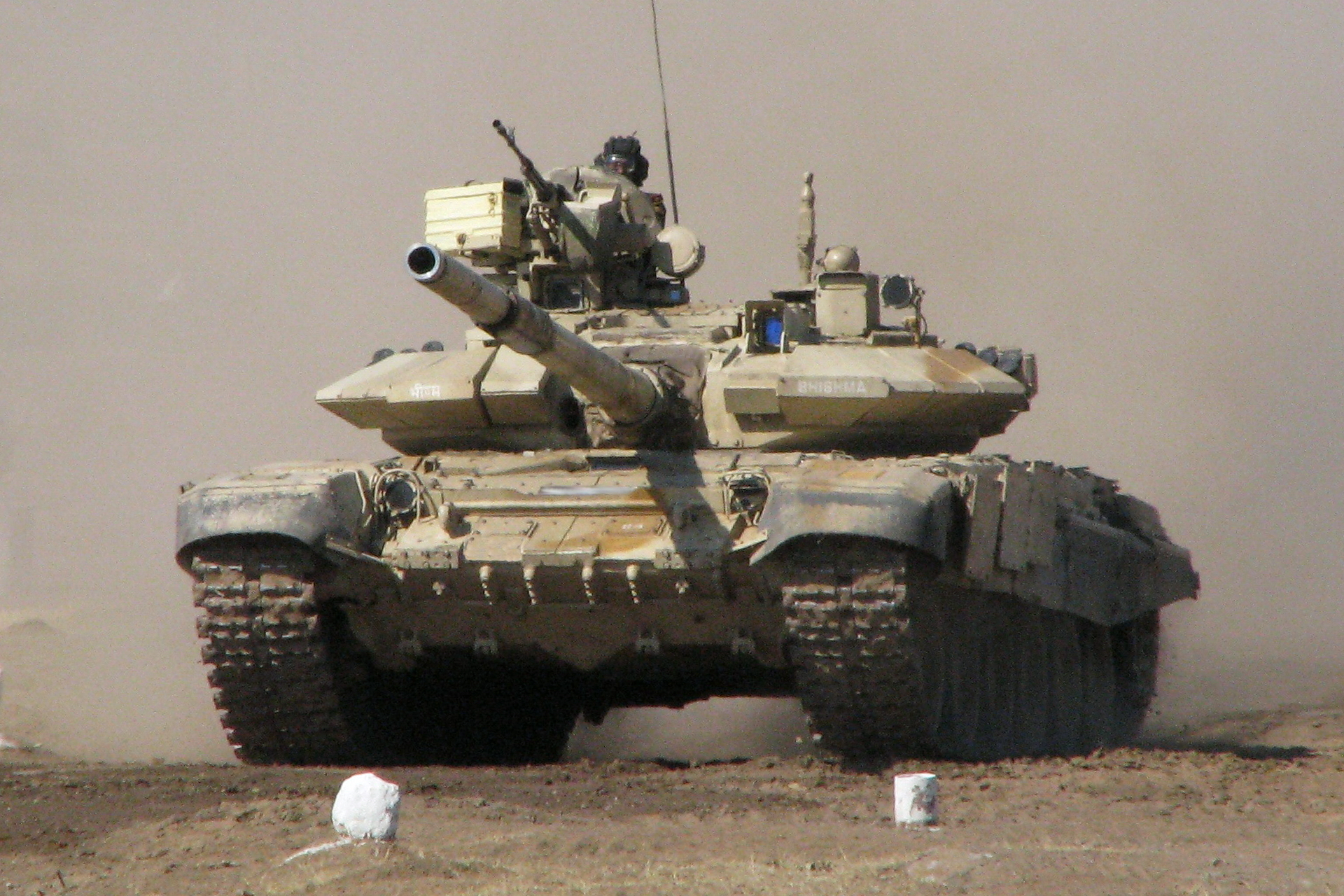
El T-90 Bhishma indio tiene un sistema de protección de dos niveles.

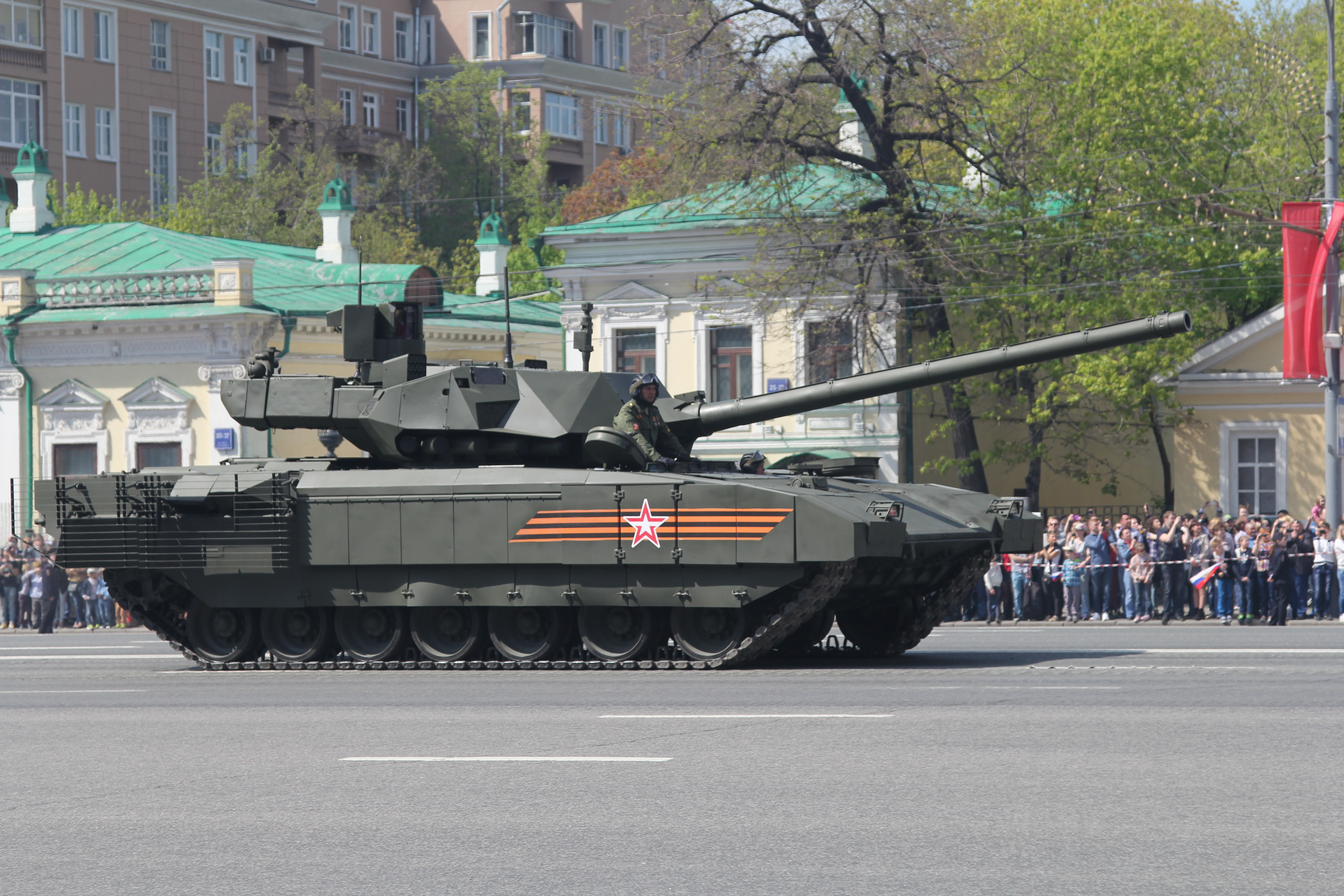
El ruso T-14 Armata tiene un sistema de protección de tres niveles, con Afghanit APS, Malachit ERA y blindaje compuesto.

El blindaje reactivo explosivo se puede agregar rápidamente a los vehículos para aumentar su capacidad de supervivencia. Sin embargo, la detonación de bloques ERA crea un peligro para cualquier infantería de apoyo cerca del vehículo. A pesar de este inconveniente, todavía se emplea en muchos MBT rusos, y el Kontakt-5 de última generación es capaz de vencer las amenazas de penetración de energía cinética y HEAT. Los soviéticos también desarrollaron los Sistemas de Protección Activa (APS) diseñados para neutralizar más activamente los proyectiles hostiles antes de que pudieran golpear el carro de combate. Los Estados Unidos también han adoptado tecnologías similares en forma del Dispositivo de Contramedidas de Misiles y como parte del Equipo de Supervivencia Urbana del Tanque utilizado en los tanques M1 Abrams que prestan servicio en Irak. El último modelo MBT producido en Rusia, el T-14 Armata, incorpora un radar AESA como parte de su Afghanit APS y, junto con el resto de su armamento, también puede interceptar aviones y misiles.
Los MBT también pueden protegerse de la detección de radar incorporando tecnología sigilosa. Por ejemplo, el T-14 Armata tiene una torreta diseñada para ser más difícil de detectar con radares y miras térmicas. Por otra parte, el camuflaje avanzado, como el Nakidka ruso, también reduce la huella en el radar y las firmas térmicas de un MBT. El uso de motores eléctricos, como los que se consideran para su uso en el MİTÜP Altay, también puede reducir la firma térmica del tanque.
Otros desarrollos defensivos se centraron en mejorar la calidad del blindaje mismo. Uno de los avances notables que viene de los británicos con el desarrollo del blindaje Chobham en la década de 1970. Fue utilizado por primera vez en el M1 Abrams estadounidense y más tarde en el Challenger 1 británico. El blindaje Chobham usa una red de materiales compuestos y cerámicos junto con aleaciones metálicas para resistir las amenazas recibidas. Demostró ser altamente efectiva en los conflictos en Irak a principios de los 90 y 2000 que permitieron a los carro equipados con el blindaje sobrevivir a numerosos impactos de granadas propulsadas por cohetes (RPG) de la era 1950-60 con daños insignificantes. Es mucho menos eficiente contra modelos posteriores de RPG. Por ejemplo, el RPG-29 de la década de 1980 es capaz de penetrar en la armadura frontal del casco del Challenger 2. Por otra parte, no solo los RPG modernos suponen una amenaza para el carro. La fuerza de un moderno proyectil subcalibrado estabilizado por aletas antiblindaje de uranio empobrecido en la boca del cañón puede exceder los 6000 kN (una estimación aproximada, considerando una barra de uranio de 60 cm / 2 cm, 19 g / cm³, 1,750 m / s). El blindaje compuesto más ladrillos reactivos puede resistir este tipo de fuerza a través de su deflexión y deformación, pero con un segundo impacto en la misma área, una ruptura del blindaje es inevitable. Como tal, la velocidad de los disparos de seguimiento es crucial dentro del combate carro contra carro.

### Armamento

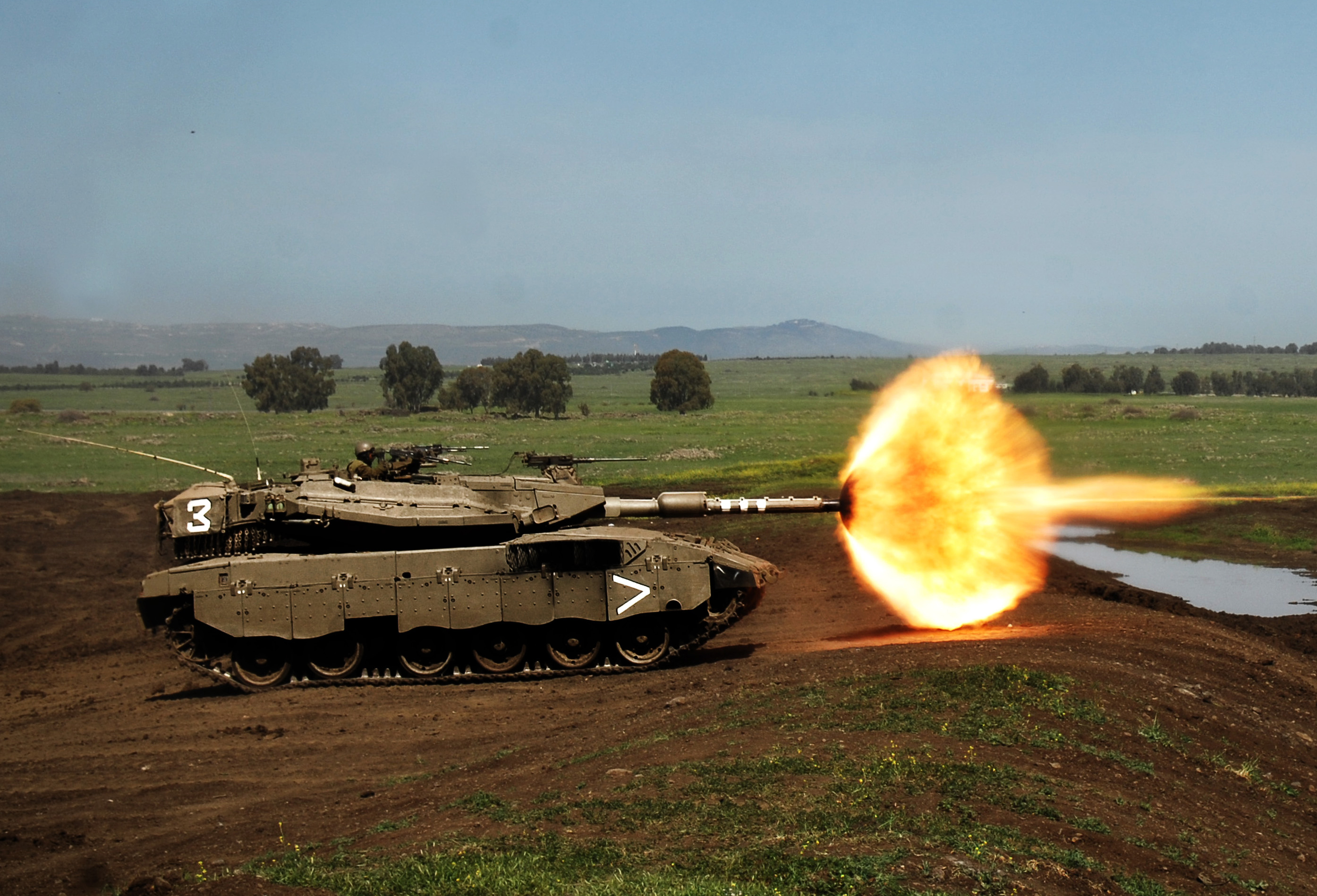
Merkava Mk 3d BAZ de las Fuerzas de Defensa de Israel disparando su arma principal.

Los carros de combate principales están equipados con un cañón principal y al menos una ametralladora coaxial. Las armas principales del MBT generalmente tienen un calibre de entre 90 y 130 mm, y tiene un doble papel, capaz de enfrentarse a otros objetivos blindados, como tanques y fortificaciones, y objetivos blandos, como vehículos livianos e infantería. Los carros modernos utilizan un sofisticado sistema de control de fuego, que incluye telémetros, control de fuego computarizado y estabilizadores, que están diseñados para mantener el cañón estable y apuntado incluso si el casco gira o tiembla, lo que facilita a los operadores disparar en movimiento y / o contra objetivos en movimiento. El papel del MBT podría verse comprometido debido a las crecientes distancias involucradas y la mayor dependencia del fuego indirecto. Una posible solución fueron el lanzamiento de misiles por el cañón principal. Los sistemas de misiles en el cañón son complicados y han sido particularmente insatisfactorios para los Estados Unidos que abandonaron proyectos del uso del cañón como plataforma para el lanzamiento de misiles como en el M60A2 y en el MBT-70. Sin embargo, la Unión Soviética los desarrolló diligentemente, e incluso los adaptaron a los tanques T-55, en un esfuerzo por duplicar el alcance efectivo del disparo del vehículo.

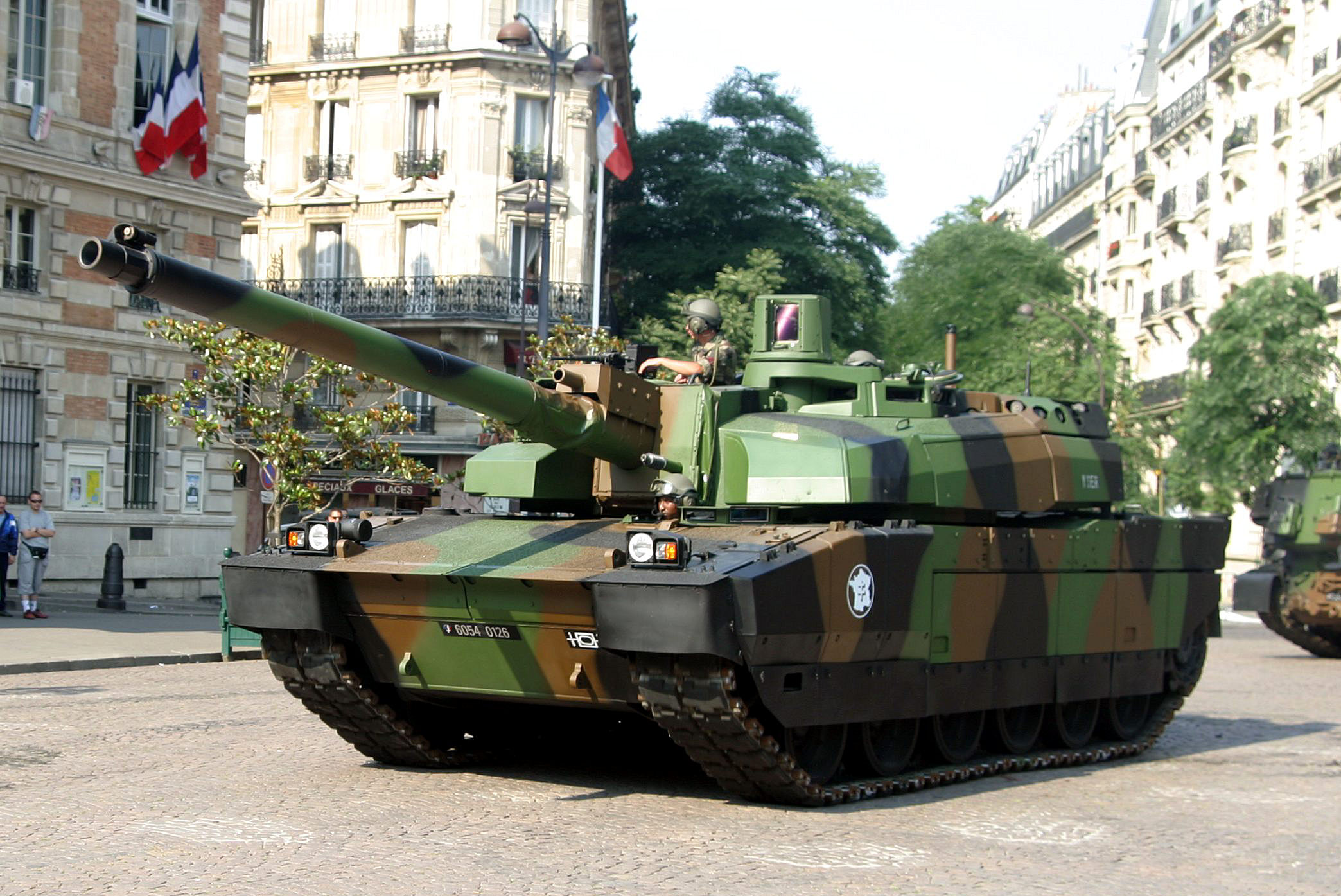
AMX-56 Leclerc francés

La munición del carro suele ser el proyectil alto explosivo antitanque (HEAT), y alguna forma de penetradores de energía cinética de alta velocidad, como APFSDS (proyectil perforador de blindaje estabilizado por aletas con casquillo desechable sabot) con propósitos de antiblindaje. Las rondas antipersonales como la fragmentación de alto explosivo o alto explosivo tienen un doble propósito. Rondas menos comunes son rondas antipersonal de colmena, y rondas de cabeza de choque de alto explosivo (HESH) usadas tanto para la lucha contra el blindaje como contra búnkeres Por lo general, un MBT lleva 30-50 rondas de munición para su arma principal, por lo general dividido entre HE, HEAT y rondas de penetración de energía cinética. Algunos MBT también pueden llevar proyectiles de humo o rondas de fósforo blanco. Algunos MBT están equipados con un autocargador, como el Leclerc francés, o el ruso T-64, T-72, T-80, T-84, T-90 y T-14 que tiene como efecto reducir la tripulación a 3 miembros. La reducción de espacio que permite la sustitución del puesto de cargador permite una reducción en el tamaño de la torreta. Además, un autocargador puede diseñarse para manejar rondas que serían demasiado difíciles de cargar para un humano. Esto reduce la silueta que mejora el perfil de destino del MBT. Sin embargo, con un cargador manual, las rondas se pueden aislar dentro de una cámara de protección, en lugar de un depósito dentro de la torreta, que podría mejorar la capacidad de supervivencia de la tripulación en caso de impacto.
Como armas secundarias, un MBT usualmente usa entre dos y tres ametralladoras para atacar infantería y vehículos ligeros. Muchos MBT montan una ametralladora antiaérea de gran calibre, usualmente de calibre 0.50 (como el M2 Browning o DShK), que puede usarse contra aeronaves de vuelo bajo. Las ametralladoras del carro del combate suelen estar equipadas con entre 500 y 3000 cartuchos cada una.

### Movilidad

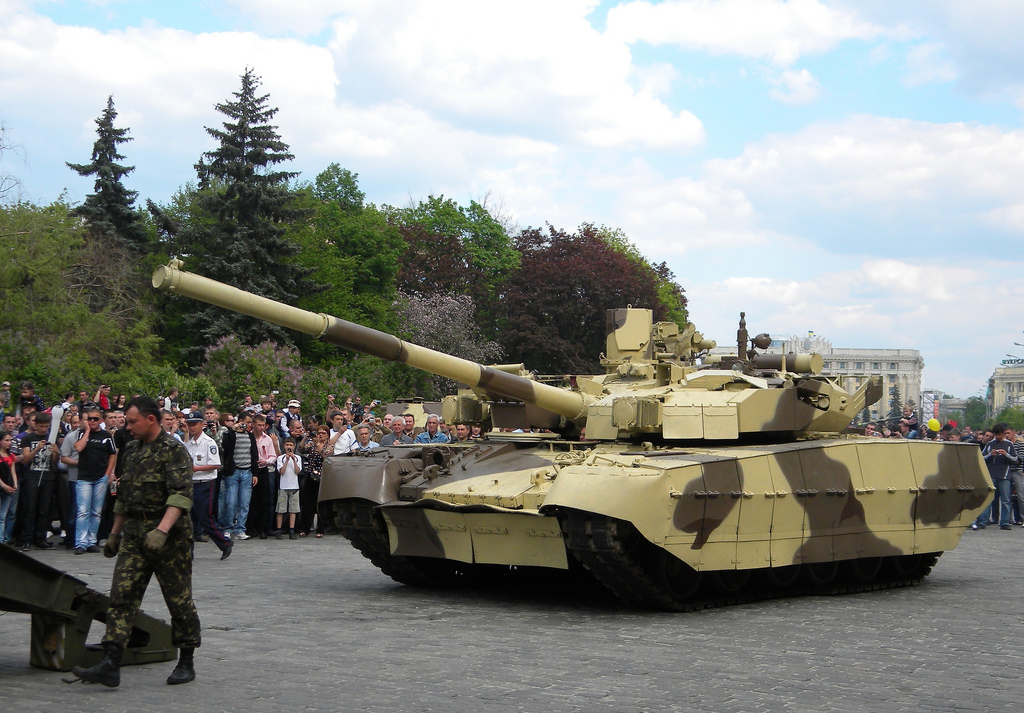
Ukrainian BM Oplot, producido por el KMDB guiado en un transportador de carros.

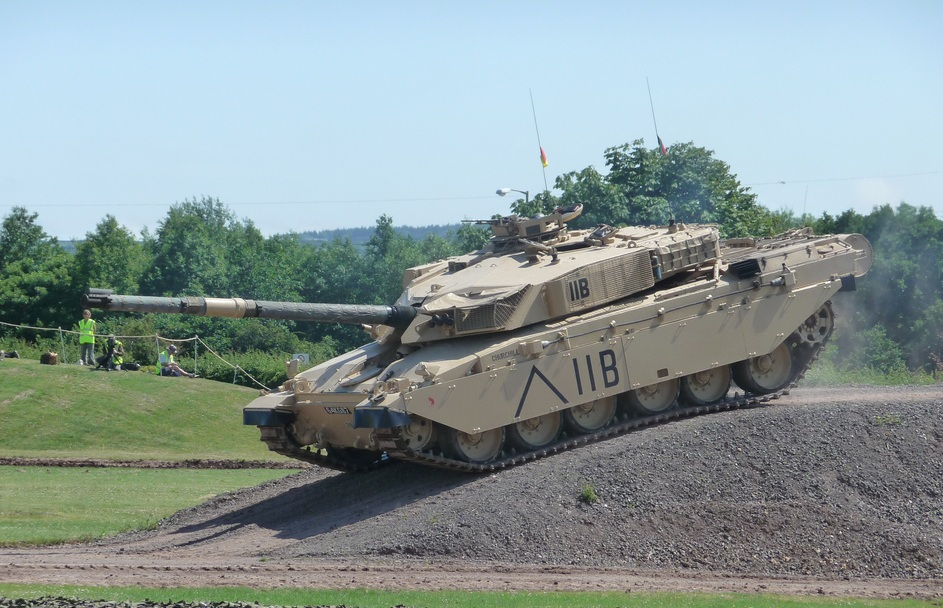
Un ex Challenger 1 del Ejército Británico

Los MBT, al igual que los modelos anteriores de carros, se desplazan en orugas continuas, lo que permite un nivel de movilidad aceptable en la mayoría de los terrenos, incluida la arena y el barro. También permiten que los MBT trepen sobre la mayoría de los obstáculos. Algunos MBT pueden hacerse impermeables, por lo que pueden incluso sumergirse en aguas poco profundas (5 m [16 pies] con snorkel). Sin embargo, las orugas no son tan rápidas como las ruedas; la velocidad máxima de un tanque es de aproximadamente 65 km/h (40 mph) (72 km/h [45 mph] para el Leopard 2). El peso extremo de los vehículos de este tipo (45-70 toneladas) también limita su velocidad. Por lo general, están equipados con un motor de 1200-1500 CV (890-1120 kW) (más de 25 000 cc [1526 pulgadas cúbicas]), con un alcance operativo de cerca de 500 km (310 millas). Sin embargo, el Ejército alemán ha priorizado la movilidad en su Leopard 2, que se considera el MBT más rápido que existe.

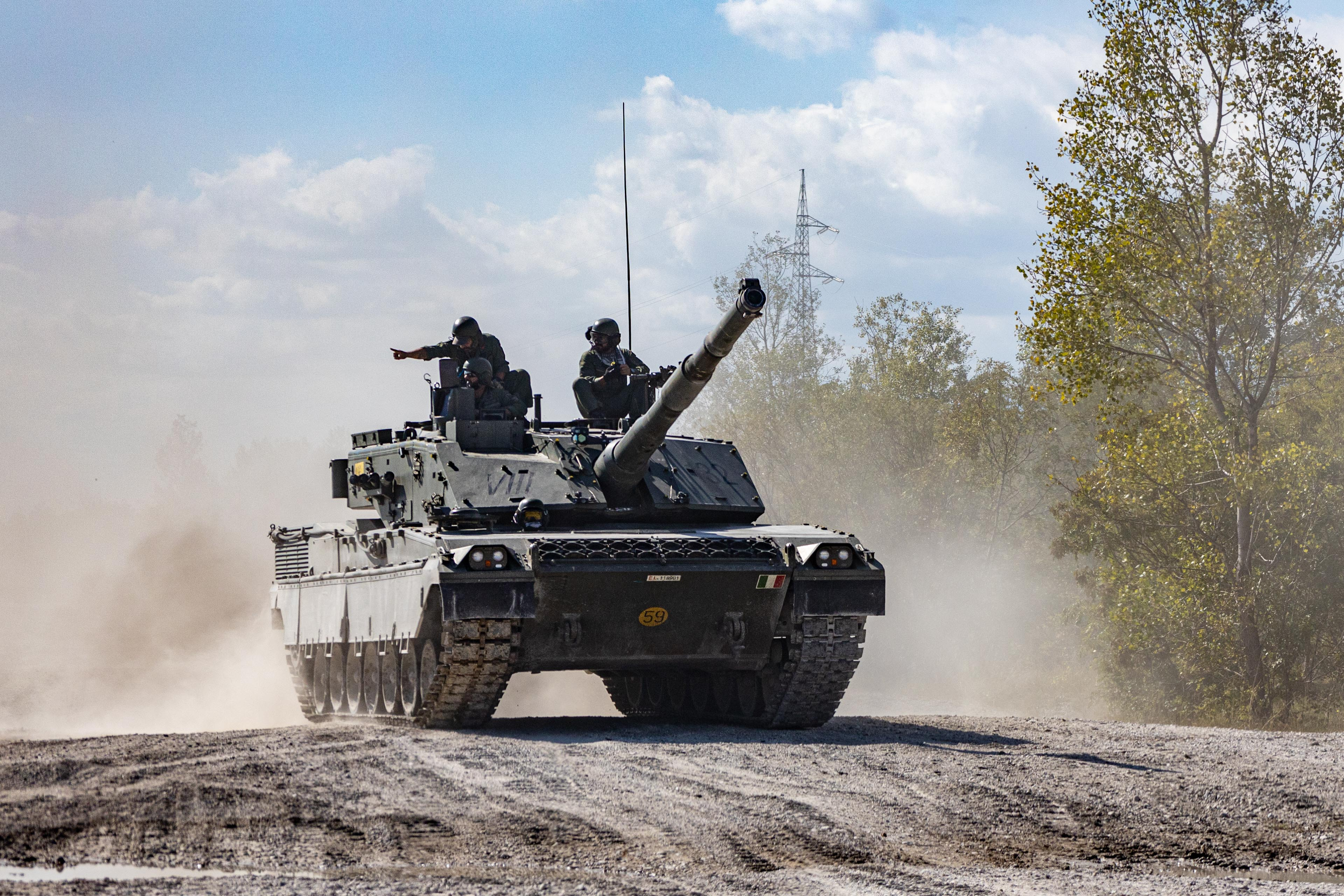
El italiano C1 Ariete. Su peso relativamente bajo (54 toneladas) facilita la movilidad, especialmente al cruzar puentes.

El MBT es a menudo engorroso en el tráfico y con frecuencia obstruye el flujo normal de tráfico. Las orugas pueden dañar algunas carreteras después de un uso repetido. Muchas estructuras como puentes no tienen la capacidad de carga para admitir un MBT. En el ritmo acelerado del combate, a menudo es imposible probar la solidez de estas estructuras. En la invasión de Irak en 2003, un M1 Abrams que intentaba cruzar un puente para evadir el fuego enemigo cayó en picado en el río Éufrates cuando el puente se derrumbó. 
El alto costo de los MBT se puede atribuir en parte al sistema de transmisión del motor de alto rendimiento y al sistema de control de disparo. Además, los sistemas de propulsión no se producen en cantidades suficientemente altas como para aprovechar las economías de escala.
La fatiga de la tripulación limita el rango operacional de los MBT en combate. Reducir la tripulación a tres y reubicar a todos los miembros de la tripulación desde la torreta hasta el casco podría proporcionar tiempo para dormir a un miembro de la tripulación fuera del turno ubicado en la parte trasera del casco. En este escenario, los miembros de la tripulación rotarían turnos regularmente y todos requerirían entrenamiento cruzado en todas las funciones de trabajo del vehículo. Los aviones de carga son fundamentales para el despliegue oportuno de los MBT. La ausencia de un número suficiente de activos de transporte aéreo estratégico puede limitar la tasa de implementaciones de MBT a la cantidad de aeronaves disponibles.
Los planificadores militares anticipan que la capacidad de transporte aéreo de MBT no mejorará en el futuro. Hasta la fecha, ningún helicóptero tiene la capacidad de levantar los MBT. El ferrocarril y la carretera se usan mucho para mover los MBT más cerca de la batalla, listos para luchar en las mejores condiciones. Donde los caminos bien mantenidos lo permitan, se pueden usar transportadores de tanques con ruedas.
La difícil tarea de reabastecimiento generalmente se logra con camiones grandes.

### Almacenamiento
Los carros de combate principales tienen espacio para el almacenamiento interno y externo. El espacio interno está reservado para municiones. El espacio externo mejora la independencia de la logística y puede acomodar combustible extra y algunos equipos personales de la tripulación.
El carro Merkava israelí puede incluso acomodar a los miembros de la tripulación desplazados de un vehículo destruido en su compartimiento de municiones.

## Función

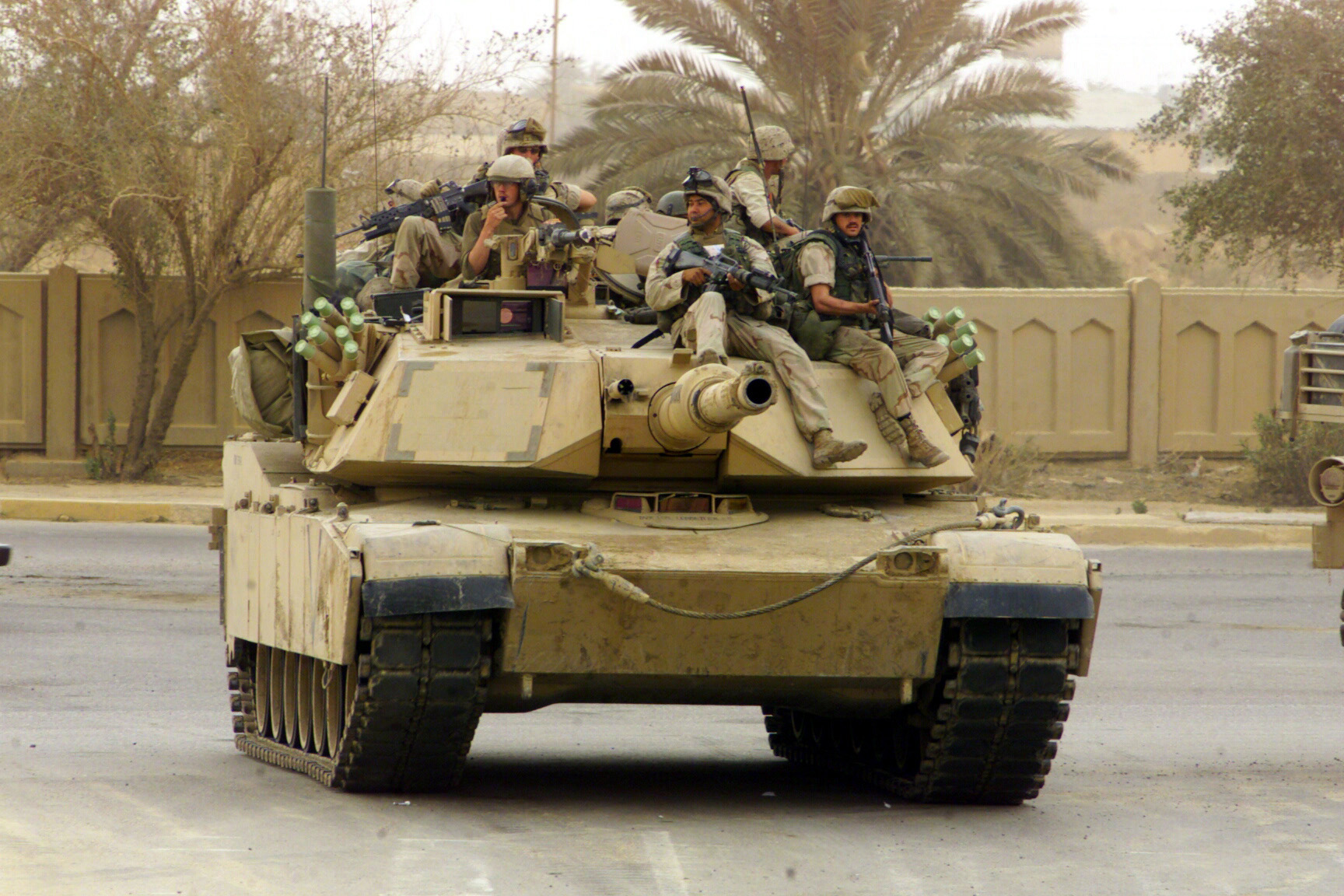
Marines de EE. UU. Durante la Guerra de Irak en un carro Abrams M1A1 en abril de 2003.

Los carros de combate principales originalmente fueron diseñados en la Guerra Fría para combatir otros MBT como evolución de los carros de tipo medio y pesado de finales de la Segunda Guerra Mundial. El carro ligero moderno complementa al MBT en roles de expedición y situaciones donde todas las amenazas principales han sido neutralizadas y el exceso de peso en blindaje y armamento solo obstaculizaría la movilidad y el uso operacional. La labor de reconocimiento por un MBT se realiza en conflictos de alta intensidad donde los vehículos ligeros serían insuficientes.
Los carros de combate principales tienen características significativamente variadas. Obtener demasiadas variedades puede ser una carga para las tácticas, el entrenamiento, el soporte y el mantenimiento. En un escenario de guerra asimétrica, los MBT se despliegan en unidades pequeñas y altamente concentradas. Los MBT disparan solo a los objetivos a corta distancia y, en cambio, dependen de un soporte externo, como aviones no tripulados, para el combate a larga distancia.

## Aprovisionamiento

### Fabricación

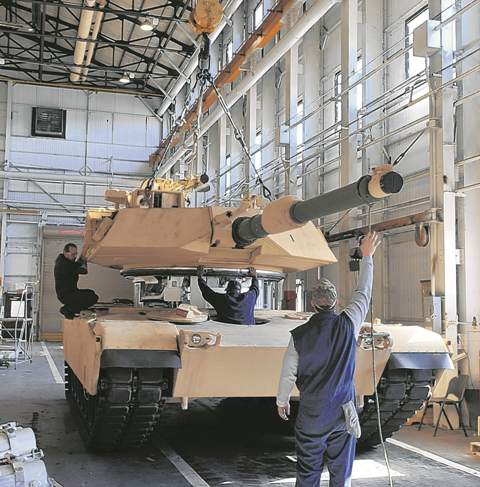
Los mecánicos de Anniston Army Depot alinean una torreta M1 Abrams con su casco.

La producción de carros de combate principales se limita a fabricantes que se especializan en vehículos blindados militares. Los fabricantes comerciales de vehículos civiles no pueden reutilizarse fácilmente como instalaciones de producción de estos vehículos. La producción de MBT se externaliza cada vez más a las naciones ricas. Los países que se incorporan a producir tanques están teniendo dificultades para seguir el ritmo en vehículos rentables en una industria que cada vez es más costosa debido a la sofisticación de la tecnología. Incluso algunos productores a gran escala ven descensos en la producción como China que está desinvirtiendo mucho de su producción de sus MBT.

### Marketing
Varios modelos de MBT, como el AMX-40 y el OF-40, se comercializaron casi exclusivamente como vehículos de exportación.Otros países productores de carros, como Japón e Israel, eligen no comercializar sus creaciones para exportar y otros tienen leyes de control de exportaciones en su lugar.